# Bataille de Nesbit Moor (1402)
Pour les articles homonymes, voir Bataille de Nesbit Moor.
La bataille de Nesbit Moor (ou Nisbet Muir), opposa le royaume d'Angleterre et le royaume d'Écosse le 22 juin 1402.
Peu après que les deux royaumes ont répudié la trêve de Leulinghem, ils commencèrent à lancer des raids le long de la frontière. Robert Stuart, 1er duc d'Albany et régent du royaume d'Écosse au nom de son frère Robert III, encouragea les raids écossais en Angleterre.
Le 22 juin 1402, une petite armée écossaise, revenant d'un de ces raids, fut battue par le comte de March, à Nesbit Moor.
Ayant appris la nouvelle de la victoire anglaise le 30 juin, le roi Henri IV d'Angleterre décida de retarder sa campagne au Pays de Galles contre Owain Glyndŵr qui l'avait battu à Bryn Glas quelques jours plus tôt, afin de mieux repousser les Écossais. Le 14 septembre 1402, une grande armée écossaise menée par Archibald Douglas, 4e comte de Douglas, est défaite par les Anglais à la bataille de Homildon Hill.